# 서울서래초등학교
서울서래초등학교는 대한민국 서울특별시 서초구에 있는 공립 초등학교이다.

## 학교 연혁
- 1983년 4월 4일 서울서래국민학교로 개교
- 1996년 3월 2일 서울서래초등학교로 교명 개칭
- 2019년 7월~11월 학교 외벽 공사
- 2019년 12월~ 학교 내부 인테리어 공사
- 2023년 4월 4일 개교 40주년

## 참고 자료
- 서울서래초등학교 - 한국교육학술정보원 학교알리미